# Hermann Hagen (Philologe)

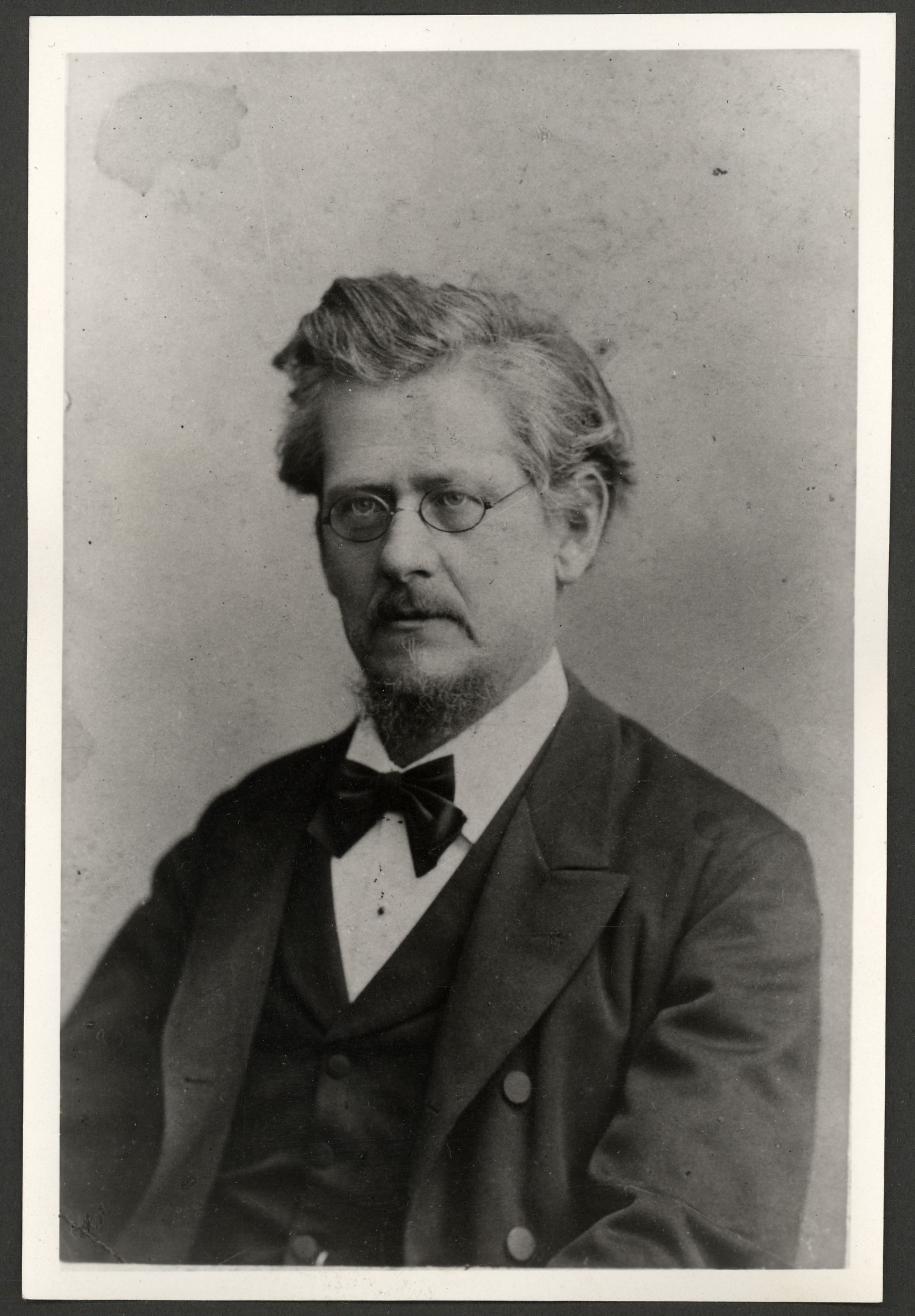
Hermann Hagen

Hermann Hagen (31. Mai 1844 in Heidelberg – 20. September 1898 in Bern) war ein deutsch-schweizerischer Klassischer Philologe.

## Leben
Hagen, Sohn des Historikers und Politikers Karl Hagen und der Jeannette Martius, Enkel des Theologen Friedrich Wilhelm Hagen, studierte von 1862 bis 1865 in Bern, Heidelberg und Bonn Geschichte. Nach der Habilitierung 1865 war er Gymnasiallehrer in Bern, dann lehrte er dort an der Universität. Ab 1878 war er ordentlicher Professor der Klassischen Philologie und von 1895 bis 1896 Rektor.
Er katalogisierte in verschiedenen Bibliotheken die lateinischen Handschriften; an erster Stelle steht sein Katalog zu den mittelalterlichen Handschriften der Burgerbibliothek Bern. Zudem schrieb er zahlreiche Monografien über Handschriftensammler, entdeckte zwei Hirtengedichte (carmina Einsidlensia), edierte Dichtungen aus Schweizer Bibliotheken, veröffentlichte zahlreiche Schweizer Inschriften und widmete sich den antiken Vergilkommentatoren. Hagen gehörte der Berner Freimaurerloge Zur Hoffnung an und leitete die Zeitschrift „Alpina“ der Grossloge.
Er war verheiratet mit Rosa Hartmann.

## Werke
- Catalogus codicum Bernensium (Bibliotheca Bongarsiana). Edidit et præfatus est Hermannus Hagen. Addita est Bongarsii imago. Bern, 1875 (Digitalisat)
- Jacobus Bongarsius: Ein Beitrag zur Geschichte der gelehrten Studien des 16.–17. Jahrhunderts. Fischer, Bern 1874 (Digitalisat)